# 20 Monocerotis
Désignations
20 Monocerotis (en abrégé 20 Mon) est une étoile géante de la constellation équatoriale de la Licorne. Elle est visible à l'œil nu avec une magnitude apparente de 4,92. D'après la mesure de sa parallaxe annuelle par le satellite Gaia, l'étoile est distante d'environ ∼ 194 a.l. (∼ 59,5 pc) de la Terre. Elle s'en éloigne à une vitesse radiale héliocentrique de +77,8 km/s.
20 Monocerotis est une étoile géante rouge de type spectral K0 III. C'est une géante du red clump, ce qui indique qu'elle génère son énergie par la fusion de l'hélium dans son noyau. L'étoile est âgée d'approximativement six milliards d'années et elle est 10 % plus massive que le Soleil. Son rayon est environ 10,3 fois plus grand que le rayon solaire, elle est 46 fois plus lumineuse que le Soleil et sa température de surface est de 4 714 K.
20 Monocerotis possède trois compagnons recensés dans les catalogues d'étoiles doubles et multiples. Ces étoiles sont 20 Mon B, située à une séparation de 67,8″ et de magnitude 12,93, 20 Mon C, située à une séparation de 167,9″ et de magnitude 10,16, et 20 Mon D, à une séparation de 101,4″ et de magnitude 12,46. Toutes les trois apparaissent être des compagnons purement optiques.